# Klammerregel
Die Klammerregeln beschreiben in der Arithmetik und der Algebra Vorschriften zum Auflösen von Klammern in reinen Summen und Differenzen, also Ausdrücken, in denen nur plus und minus vorkommen. Umgangssprachlich werden als Klammerregeln auch andere Regeln bezeichnet, die den Umgang mit Klammern in mathematischen Ausdrücken beschreiben, wie es das Distributivgesetz zulässt.

## Klammerregeln im engeren Sinn
Für das Auflösen von Klammern in Summen und Differenzen gilt:
Steht ein Pluszeichen vor der Klammer, so kann man die Klammer einfach weglassen.
{\displaystyle a+(b+c)=a+b+c}
{\displaystyle a+(b-c)=a+b-c}
Steht ein Minuszeichen vor der Klammer, so darf die Klammer nur dann weggelassen werden, wenn die Zeichen innerhalb der Klammer umgekehrt werden.
{\displaystyle a-(b+c)=a-b-c}
{\displaystyle a-(b-c)=a-b+c}

### Beispiele
- {\displaystyle 5+(1-5)=5+1-5=1}
- {\displaystyle 3-(-3+7)=3+3-7=-1}
- {\displaystyle (n+1)-(n-1)=n+1-n+1=2}

## Klammerregeln im weiteren Sinn
Treten Klammern in mathematischen Ausdrücken auf, so werden die Operationen (z. B. plus oder mal) innerhalb der Klammern immer vor denjenigen außerhalb der Klammern ausgeführt.

### Beispiel 1
(2 + 5) · 3 = 7 · 3 = 21, (erst das „+“, dann das „·“ wegen der Klammern), aber
2 + 5 · 3 = 2 + 15 = 17, Punktrechnung vor Strichrechnung.

### Beispiel 2
(2 · 3)² = 6² = 36, aber
2 · 3² = 2 · 9 = 18.